# Didier Etumba
Didier Etumba Longila (15 de julio de 1955 (69 años), Basankusu, provincia de Equateur) es el jefe de Estado Mayor de las Fuerzas Militares de la República Democrática del Congo.

## Carrera militar
Diplomado de la Escuela Real militar de Bélgica, como oficial de infantería y de gendarmería. Máster en ciencias sociales y militares y licenciado en criminología de la Universidad de Lieja, Bélgica.
Oficial del Eatado Mayor.
Tuvo el grado de teniente en 1986, cuando regresa a la República Democrática del Congo, mayor en 1995, coronel en 2001, general de brigada en 2003 y teniente general en 2008, general del arma en 2013.
Antes de ser jefe de Estado Mayor, era el jefe de la armada y del ejército congoleño.